# Űrhadosztály
Az Űrhadosztály  (eredeti cím: Space Force) 2020 és 2022 között futó amerikai vígjátéksorozat, melyet Greg Daniels és Steve Carell alkotott meg a Netflix számára. A főbb szerepekben Carell, John Malkovich, Ben Schwartz, Diana Silvers, Tawny Newsome és Jimmy O. Yang látható. 
Az Amerikai Egyesült Államokban és Magyarországon is 2020. május 29-én jelent meg a Netflixen. 2020 novemberében a sorozatot megújították egy második évadra. 2022 áprilisában két évad után törölték a műsorról.

## Szereplők

### Főszereplők
| Színész        | Szerep                 | Magyar hang    |
| -------------- | ---------------------- | -------------- |
| Steve Carell   | Mark R. Naird tábornok | Kassai Károly  |
| John Malkovich | Dr. Adrian Mallory     | Kautzky Armand |
| Ben Schwartz   | F. Tony Scarapiducci   | Szatory Dávid  |
| Diana Silvers  | Erin Naird             | Laudon Andrea  |
| Jimmy O. Yang  | Dr. Chan Kaifang       | Baráth István  |
| Tawny Newsome  | Angela Ali             | Solecki Janka  |

### Mellékszereplők
| Színész            | Szerep                                                   | Magyar hang      |
| ------------------ | -------------------------------------------------------- | ---------------- |
| Noah Emmerich      | Kick Grabaston tábornok                                  | Széles Tamás     |
| Alex Sparrow       | Jurij "Bobby" Telatovics                                 | Hevér Gábor      |
| Don Lake           | Brad Gregory                                             | Végh Péter       |
| Fred Willard       | Fred Naird                                               | Csuha Lajos      |
| Jessica St. Clair  | Kelly King                                               | Nádasi Veronika  |
| Lisa Kudrow        | Maggie Naird, Mark R. Naird felesége                     | Nyírő Beáta      |
| Roy Wood Jr.       | Bert Mellows, összekötő tiszt                            | Varga Rókus      |
| Jane Lynch         | A haditengerészet vezérkari főnöke                       | Szórádi Erika    |
| Chris Gethard      | Eddie                                                    | Markovics Tamás  |
| Diedrich Bader     | Rongley tábornok                                         | Juhász Zoltán    |
| Dan Bakkedahl      | John Blandsmith                                          | Galbenisz Tomasz |
| Patrick Warburton  | Gen Dabney Shramm, A tengerészgyalogság vezérkari főnöke | Király Adrián    |
| Larry Joe Campbell | A parti őrség vezérkari főnöke                           | Kapácsy Miklós   |
| Kaitlin Olson      | Edison Jaymes                                            | Mezei Kitty      |
| Ginger Gonzaga     | Anabela Ysidro-Campos képviselő                          | Dögei Éva        |
| Owen Daniels       | Obie Hanrahan                                            | Pálmai Szabolcs  |
| Aparna Nancherla   | Pella Bhat                                               | Gulás Fanni      |
| Spencer House      | Duncan Tabner                                            | Czető Roland     |

A szinkront az SDI Media Hungary készítette.

## Epizódok listája
| Évad | Évad | Részek száma | Részek száma | Eredeti sugárzás  | Eredeti sugárzás  | Eredeti adó       | Magyar sugárzás   | Magyar sugárzás | Magyar adó |
| Évad | Évad | Részek száma | Részek száma | Évadbemutató      | Évadzáró          | Eredeti adó       | Évadbemutató      | Évadzáró        | Magyar adó |
| ---- | ---- | ------------ | ------------ | ----------------- | ----------------- | ----------------- | ----------------- | --------------- | ---------- |
|      | 1.   | 10           | 10           | 2020. május 29.   | 2020. május 29.   |                   | 2020. május 29.   | 2020. május 29. |            |
|      | 2.   | 7            | 7            | 2022. február 18. | 2022. február 18. | 2022. február 18. | 2022. február 18. |                 |            |

### 1. évad (2020)
| #   | Cím                                                               | Rendező      | Író                                  | Premier                         |
| --- | ----------------------------------------------------------------- | ------------ | ------------------------------------ | ------------------------------- |
| 1.  | A kilövés (The Launch)                                            | Paul King    | Steve Carell és Greg Daniels         | 2020. május 29. 2020. május 29. |
| 2.  | Az Epsilon 6 megmentése (Save Epsilon 6!)                         | Tom Marshall | Greg Daniels                         | 2020. május 29. 2020. május 29. |
| 3.  | Mark és Mallory Washingtonban (Mark and Mallory Go to Washington) | Tom Marshall | Shepard Boucher                      | 2020. május 29. 2020. május 29. |
| 4.  | Holdbázis (Lunar Habitat)                                         | Paul King    | Lauren Houseman                      | 2020. május 29. 2020. május 29. |
| 5.  | Hadgyakorlat (Space Flag)                                         | Dee Rees     | Brent Forrester                      | 2020. május 29. 2020. május 29. |
| 6.  | A kém (The Spy)                                                   | Dee Rees     | Aasia Lashay Bullock és Connor Hines | 2020. május 29. 2020. május 29. |
| 7.  | Edison Jaymes (Edison Jaymes)                                     | Jeff Blitz   | Yael Green                           | 2020. május 29. 2020. május 29. |
| 8.  | Házastársi látogatás (Conjugal Visit)                             | David Rogers | Maxwell Theodore Vivian              | 2020. május 29. 2020. május 29. |
| 9.  | Régen ideje volt ennek (It's Good to Be Back on the Moon)         | Daina Reid   | Paul Lieberstein                     | 2020. május 29. 2020. május 29. |
| 10. | Arányos reakció (Proportionate Response)                          | Daina Reid   | Greg Daniels                         | 2020. május 29. 2020. május 29. |